# Medrano
Medrano é um município da Espanha 

Localização de Medrano

na província e comunidade autónoma de La Rioja, de área 7,46 km² com população de 219 habitantes (2007) e densidade populacional de 28,13 hab/km².

## Demografia
| Variação demográfica do município entre 1991 e 2004 | Variação demográfica do município entre 1991 e 2004 | Variação demográfica do município entre 1991 e 2004 | Variação demográfica do município entre 1991 e 2004 |
| --------------------------------------------------- | --------------------------------------------------- | --------------------------------------------------- | --------------------------------------------------- |
| 1991                                                | 1996                                                | 2001                                                | 2004                                                |
| 238                                                 | 218                                                 | 206                                                 | 207                                                 |